# أوفيديو ماير
أوفيديو ماير (بالرومانية: Ovidiu Maier)‏ هو لاعب كرة قدم روماني في مركز الوسط، ولد في 2 فبراير 1971 في Ocna Mureș ‏ في رومانيا. لعب مع رابيد بوخارست.